# Mort du connétable de Montmorency
La Mort du connétable de Montmorency est un tableau peint par Claudius Jacquand.
Il est conservé dans une collection particulière.

## Histoire
Le connétable de Montmorency (1493-1567) est le chef militaire suprême sous les rois de France François Ier puis Henri II. Pendant les guerres de religion, lors de la seconde bataille de Saint-Denis (10 novembre 1567), il est mortellement blessé d'un coup de pistolet dans le dos. Ramené dans son hôtel particulier du Marais à Paris, il décède deux jours plus tard après avoir reçu les derniers sacrements.

## Description
Jacquand transpose le lieu du décès, les appartements parisiens du connétable, et place la scène devant une sorte de grotte. Le connétable en armure est assis sur une botte de foin, en face de lui un moine tient un calice et une hostie. La lumière très contrastée et centrée sur les deux figures dramatise la composition.
Le format réduit du tableau, plutôt inhabituel pour la peinture historique, rappelle les scènes de genre montrant des moines peintes par Jacquand.

## Exposition
Jacquand ne présenta ce tableau dans aucune exposition publique. Il n'est donc pas recensé dans le catalogue de l'œuvre de Jacquard établi en 1979 par Dominique Richard. Le sujet de cette œuvre inédite est identifié en 1999 à l'occasion de son passage en vente publique.
En 2014, il est exposé dans le cadre de l'exposition L'invention du Passé. Histoires de cœur et d'épée 1802-1850.